# Peio Paese
Peio (IPA: /ˈpɛjo/, Pièi o Péi in solandro, Pièj nella parlata locale) è una frazione dell'omonimo comune di Peio in provincia autonoma di Trento. Per distinguerlo dal comune e dalla località Peio Fonti normalmente viene indicato come Peio Paese.

## Storia
Il paese di Peio ha costituito comune autonomo fino al 1928, anno in cui tutti i comuni della Val di Peio vennero soppressi e riuniti nel nuovo comune di Peio. Tale provvedimento fu ratificato con il Regio Decreto 28 giugno 1928, n. 1686: Riunione dei comuni di Celadizzo, Celentino, Cogolo, Comasine e Peio in un unico Comune denominato «Peio» con capoluogo a Cogolo. Vista l'omonimia col preesistente comune, per l'Istat la fusione tra i comuni viene trattata come un'aggregazione degli altri comuni soppressi al comune di Peio.

## Monumenti e luoghi d'interesse

### Architetture religiose
- Chiesa dei SS. Giorgio e Lazzaro, chiesa parrocchiale, citata nel 1380 e ampliata tra il 1620 e il 1624.[7][8]
- Chiesa di San Rocco, risalente al XV secolo.[9][10]
- Chiesa di San Camillo de Lellis, sita nella località di Peio Fonti.

### Architetture civili
- Caseificio turnario di Peio, l'ultimo caseificio turnario del Trentino.[11]

## Cultura

### Istruzione
- Museo "Pejo 1914-1918. La guerra sulla porta", inaugurato nel 2003, raccoglie materiali legati alle vicende della prima guerra mondiale nella zona di Peio e dintorni.[12]

## Galleria d'immagini

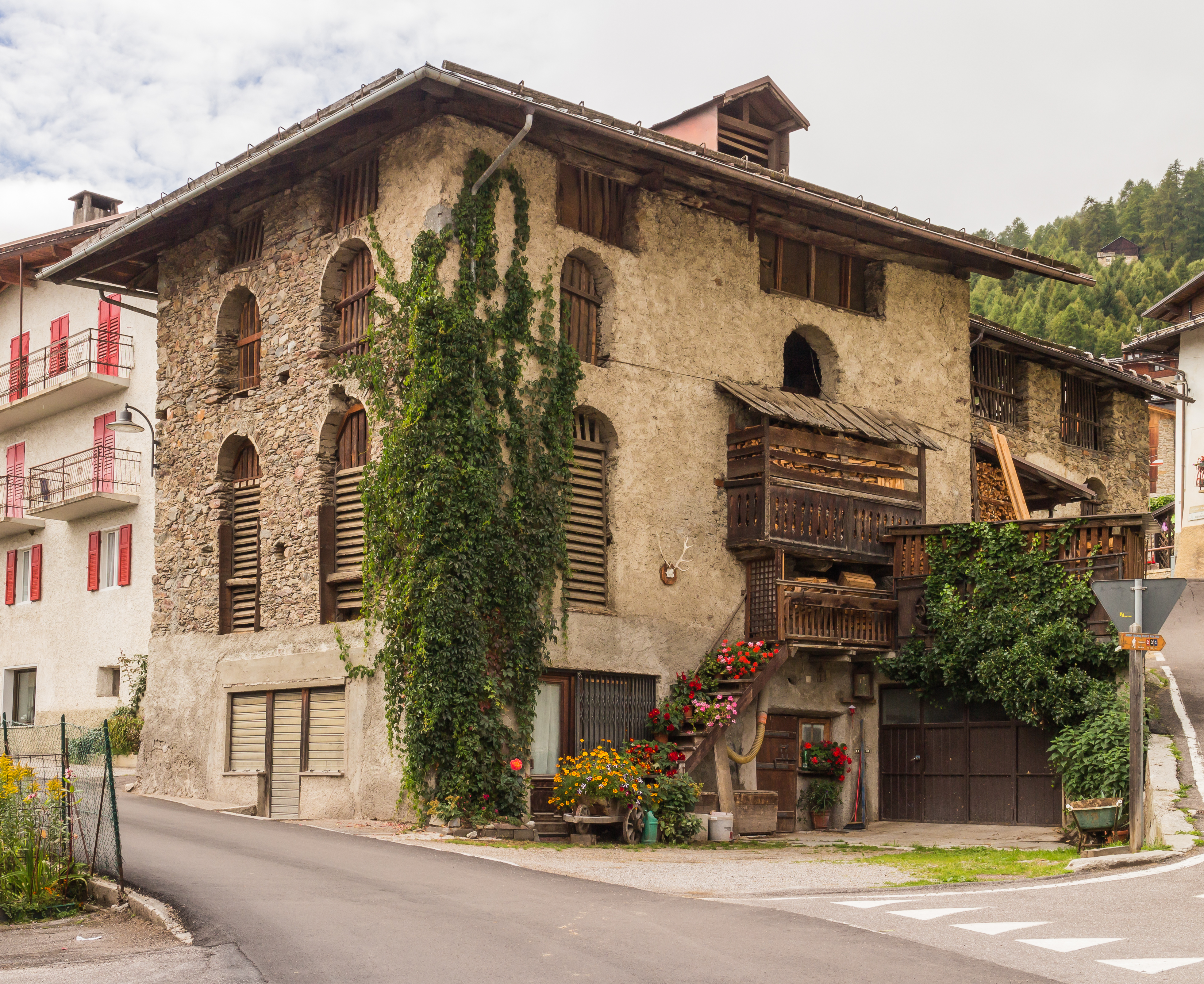
Maso a Peio.
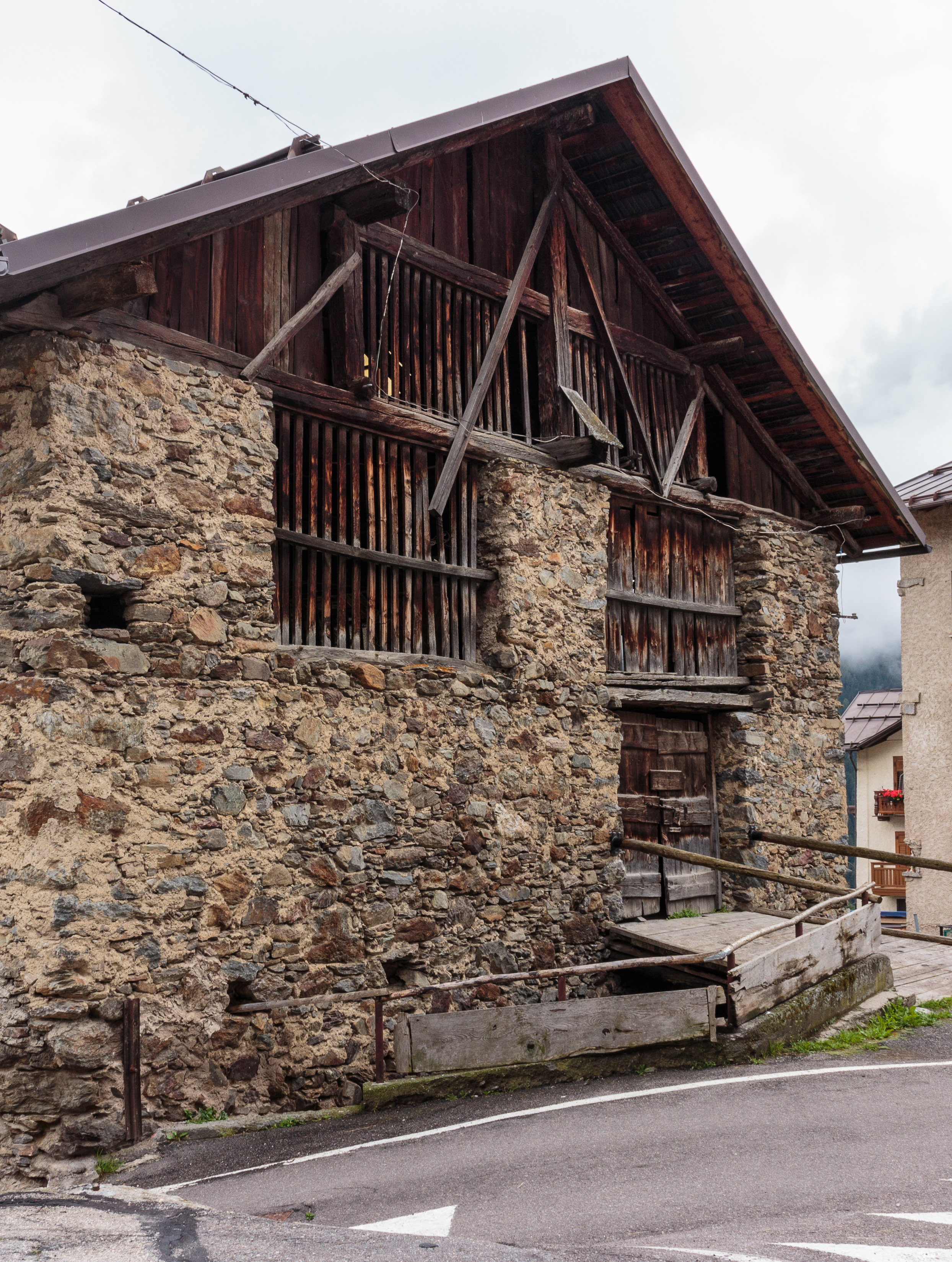
Antico maso a Peio.
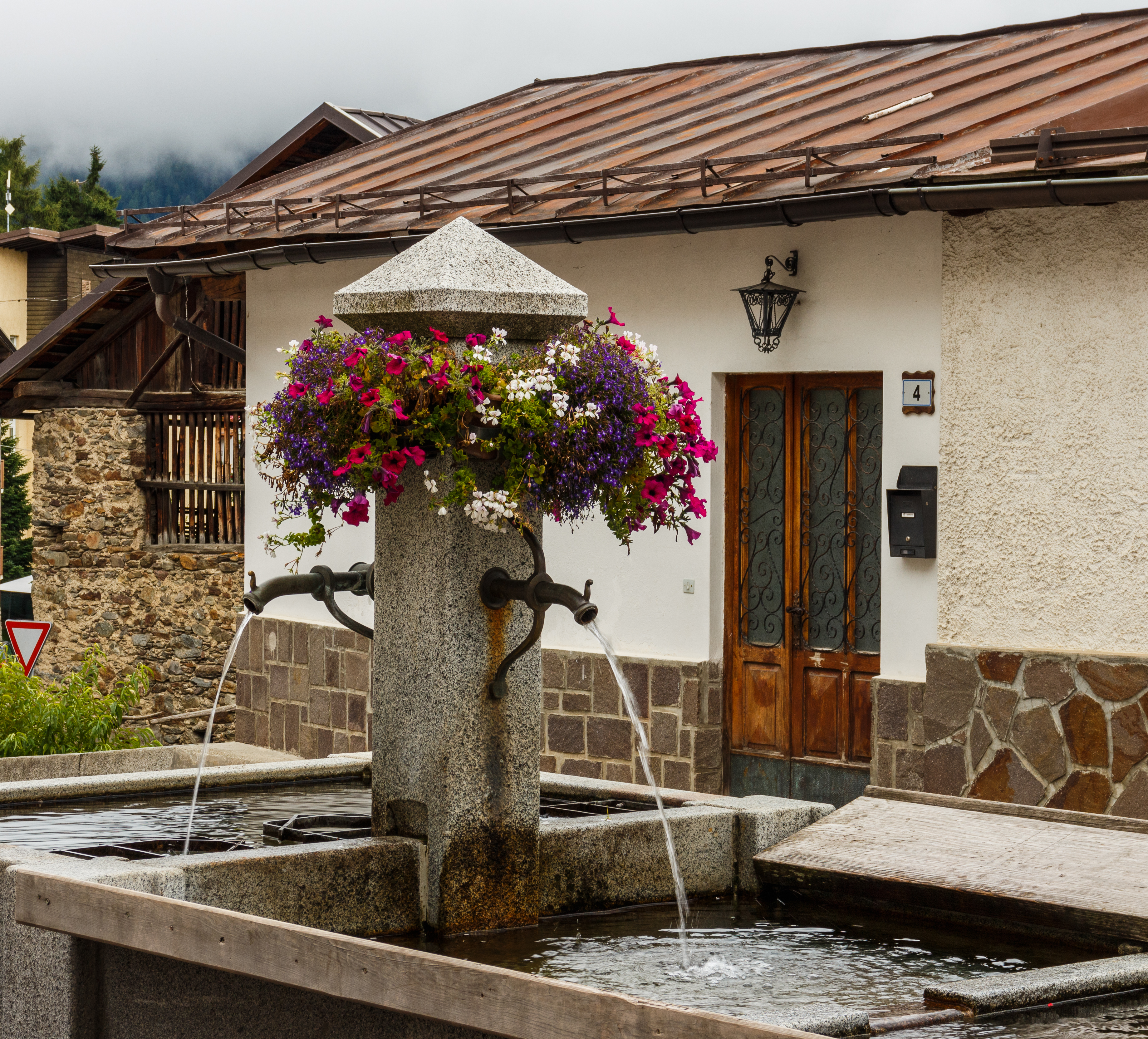
Fontana a Peio.